# Chatsworth (Illinois)
Chatsworth es un pueblo ubicado en el condado de Livingston en el estado estadounidense de Illinois. En el Censo de 2010 tenía una población de 1205 habitantes y una densidad poblacional de 171,49 personas por km².

## Geografía
Chatsworth se encuentra ubicado en las coordenadas 40°42′39″N 88°18′4″O / 40.71083, -88.30111. Según la Oficina del Censo de los Estados Unidos, Chatsworth tiene una superficie total de 7.03 km², de la cual 7.03 km² corresponden a tierra firme y (0%) 0 km² es agua.

## Demografía
Según el censo de 2010, había 1205 personas residiendo en Chatsworth. La densidad de población era de 171,49 hab./km². De los 1205 habitantes, Chatsworth estaba compuesto por el 94.61% blancos, el 0.17% eran afroamericanos, el 0.17% eran amerindios, el 0.58% eran asiáticos, el 0% eran isleños del Pacífico, el 2.07% eran de otras razas y el 2.41% pertenecían a dos o más razas. Del total de la población el 5.56% eran hispanos o latinos de cualquier raza.